# Владимировка (Калининградская область)
Владимировка — посёлок в Гурьевском городском округе Калининградской области. Входил в состав Кутузовского сельского поселения.
Рядом протекает река Гурьевка.

## История
До 1950 году назвался Бладау, Владимирово до 2008 года.

## Население
| 2002 | 2010 |
| ---- | ---- |
| 3    | ↗4   |